# Giants Basket Marghera 2016-2017
Questa voce raccoglie le informazioni riguardanti la Giants Basket Marghera nelle competizioni ufficiali della stagione 2016-2017.

## Stagione
La stagione 2017-2018 delle Giants Marghera, sponsorizzate Rittmeyer, è la undicesima che disputa in Serie A2 femminile.

## Verdetti stagionali
Competizioni nazionali
- Serie A2:

stagione regolare: 4º posto su 13 squadre (16-8);
play-off: semifinale persa contro Sesto san Giovanni (0-2).

## Rosa
|    | Naz.                                     | Ruolo | Sportivo              | Anno |     |  |       |
| -- | ---------------------------------------- | ----- | --------------------- | ---- | --- |  | ----- |
| 4  | Argentina (bandiera) · Italia (bandiera) | GA    | Macarena Rosset       | 1991 | 178 |  | [ 1 ] |
| 5  | Italia (bandiera)                        | A     | Sara Zavalloni        | 1999 | 178 |  |       |
| 6  | Italia (bandiera)                        | G     | Federica Iannucci     | 1993 | 172 |  |       |
| 7  | Italia (bandiera)                        | P     | Erika Striulli        | 1990 | 170 |  | [ 2 ] |
| 8  | Italia (bandiera)                        | G     | Sara Toffolo          | 2000 | 170 |  |       |
| 9  | Italia (bandiera)                        | C     | Carla Fabris          | 1986 | 185 |  |       |
| 10 | Italia (bandiera)                        | PG    | Claudia Castria       | 1997 | 170 |  |       |
| 11 | Italia (bandiera)                        | A     | Eleonora Salmaso      | 1999 | 180 |  |       |
| 12 | Italia (bandiera)                        | P     | Giulia Cecili         | 1999 | 165 |  |       |
| 13 | Italia (bandiera)                        | PG    | Anna Gini             | 2001 | 174 |  |       |
| 14 | Italia (bandiera)                        | GA    | Silvia Pastrello      | 2001 | 176 |  |       |
| 16 | Italia (bandiera)                        | AC    | Irene Biancat Marchet | 1997 | 183 |  |       |
| 17 | Italia (bandiera)                        | A     | Giorgia Trevisanato   | 1998 | 172 |  |       |
| 18 | Italia (bandiera)                        | A     | Beatrice Baldi        | 2000 | 185 |  |       |
| 20 | Italia (bandiera)                        | G     | Veronica Fiorin       | 2000 | 170 |  |       |

## Statistiche

### Statistiche di squadra
| Competizione        | Punti | In casa | In casa | In casa | In casa | In casa | In trasferta | In trasferta | In trasferta | In trasferta | In trasferta | Totale | Totale | Totale | Totale | Totale | Totale |
| Competizione        | Punti | G       | V       | P       | Ptf     | Pts     | G            | V            | P            | Ptf          | Pts          | G      | V      | P      | Ptf    | Pts    | Diff.  |
| ------------------- | ----- | ------- | ------- | ------- | ------- | ------- | ------------ | ------------ | ------------ | ------------ | ------------ | ------ | ------ | ------ | ------ | ------ | ------ |
| Serie A2 (Girone B) | 32    | 12      | 9       | 3       | 834     | 697     | 12           | 7            | 5            | 743          | 722          | 24     | 16     | 8      | 1577   | 1419   | +158   |
| Play-off            |       | 3       | 2       | 1       | 168     | 179     | 2            | 0            | 2            | 111          | 128          | 5      | 2      | 3      | 299    | 307    | -8     |
| Totale              | 32    | 15      | 11      | 4       | 1022    | 876     | 14           | 7            | 7            | 854          | 850          | 29     | 18     | 11     | 1876   | 1726   | +150   |